# Conquistador

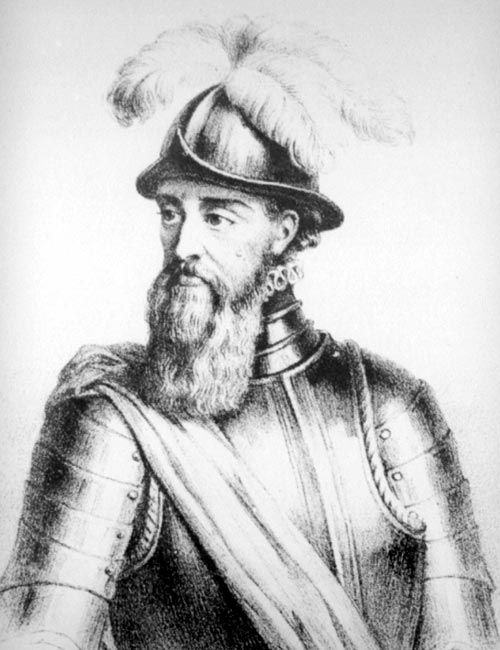
Francisco Pizarro

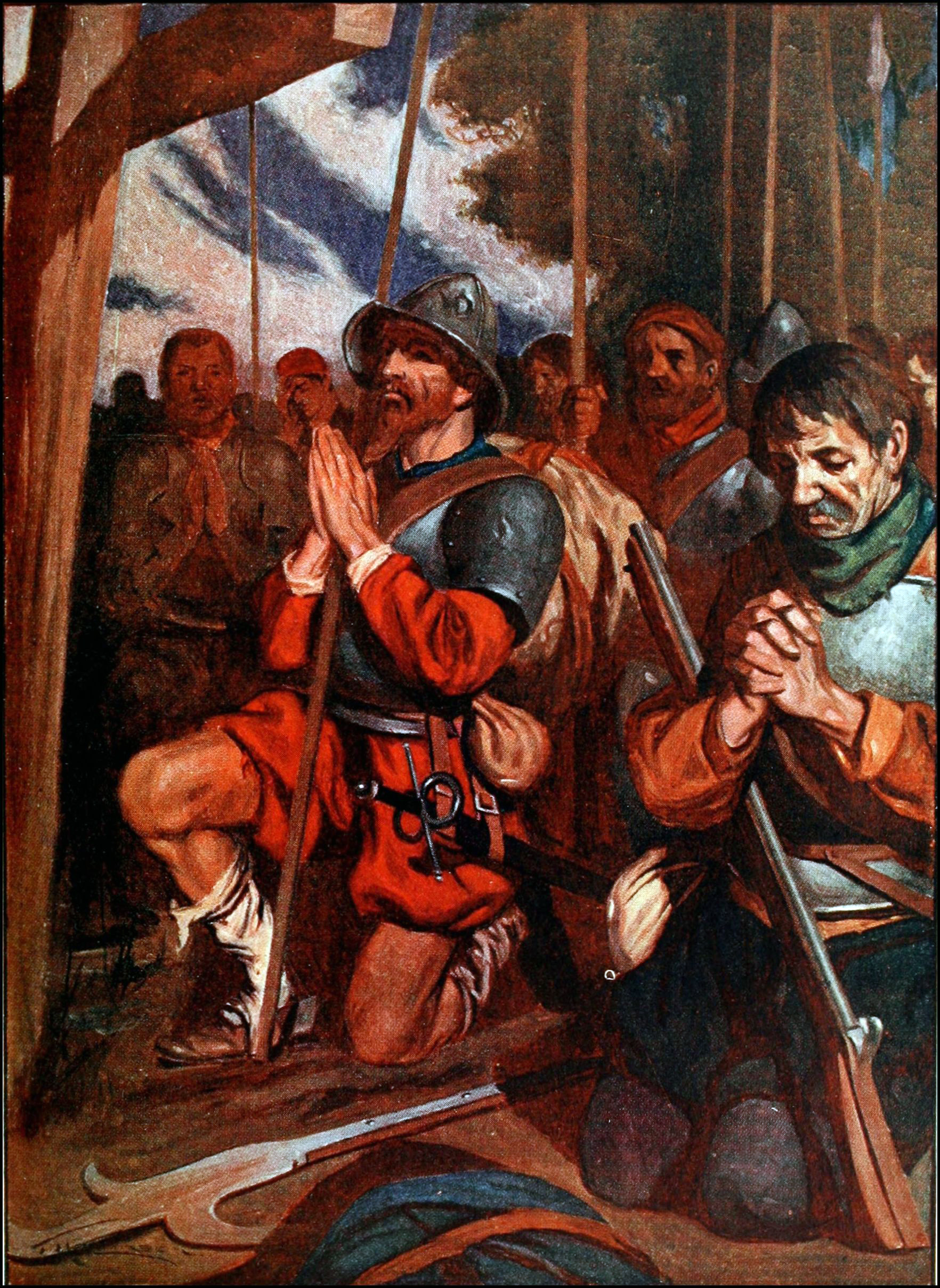
Conquistadores espanhóis em Tenochtitlan.

Os conquistadores foram os exploradores-soldados dos impérios espanhol e português dos séculos XV e XVI. Durante a Era dos Descobrimentos, os conquistadores navegaram além da Europa para as Américas, Oceania, África e Ásia, colonizando e abrindo rotas comerciais. Eles trouxeram grande parte das Américas sob o domínio da Espanha e Portugal.
Após a chegada às Índias Ocidentais em 1492, os espanhóis, geralmente liderados por fidalgos do oeste e sul da Espanha, começaram a construir um império americano no Caribe usando ilhas como Hispaniola, Cuba e Porto Rico como bases. De 1519 a 1521, Hernán Cortés empreendeu uma campanha contra o Império Asteca, governado por Moctezuma II. Dos territórios do Império Asteca, os conquistadores expandiram o domínio espanhol para o norte da América Central e partes do que hoje é o sul e oeste dos Estados Unidos, e do México navegando pelo Oceano Pacífico para as Filipinas. Outros conquistadores tomaram o Império Inca depois de cruzar o istmo do Panamá e navegar pelo Pacífico até o norte do Peru. Como Francisco Pizarro subjugou o império de maneira semelhante a Cortés, outros conquistadores usaram o Peru como base para conquistar grande parte do Equador e do Chile. A Colômbia Central, lar dos Muisca, foi conquistada pelo licenciado Gonzalo Jiménez de Quesada, e suas regiões do norte foram exploradas por Rodrigo de Bastidas, Alonso de Ojeda, Juan de la Cosa, Pedro de Heredia e outros. Para o sudoeste da Colômbia, Bolívia e Argentina, conquistadores do Peru combinaram grupos com outros conquistadores que chegaram mais diretamente do Caribe e do Rio da Prata - Paraguai, respectivamente. Todas essas conquistas fundaram a base da moderna América hispânica e da hispanofonia.
Os conquistadores espanhóis também fizeram explorações significativas na selva amazônica, na Patagônia, no interior da América do Norte e na descoberta e exploração do Oceano Pacífico. Os conquistadores fundaram inúmeras cidades, algumas delas em locais com assentamentos preexistentes, Manila e Cidade do México.
Os conquistadores a serviço da Coroa Portuguesa levaram inúmeras conquistas para o Império Português, através da América do Sul e África, bem como colônias comerciais na Ásia, fundando as origens do mundo lusófono moderno nas Américas, África e Ásia. Conquistadores portugueses notáveis incluem Afonso de Albuquerque, que liderou conquistas na Índia, Golfo Pérsico, Índias Orientais e África Oriental, e Filipe de Brito e Nicote, que liderou conquistas na Birmânia e foi feito rei de Pegu.

## Conquista

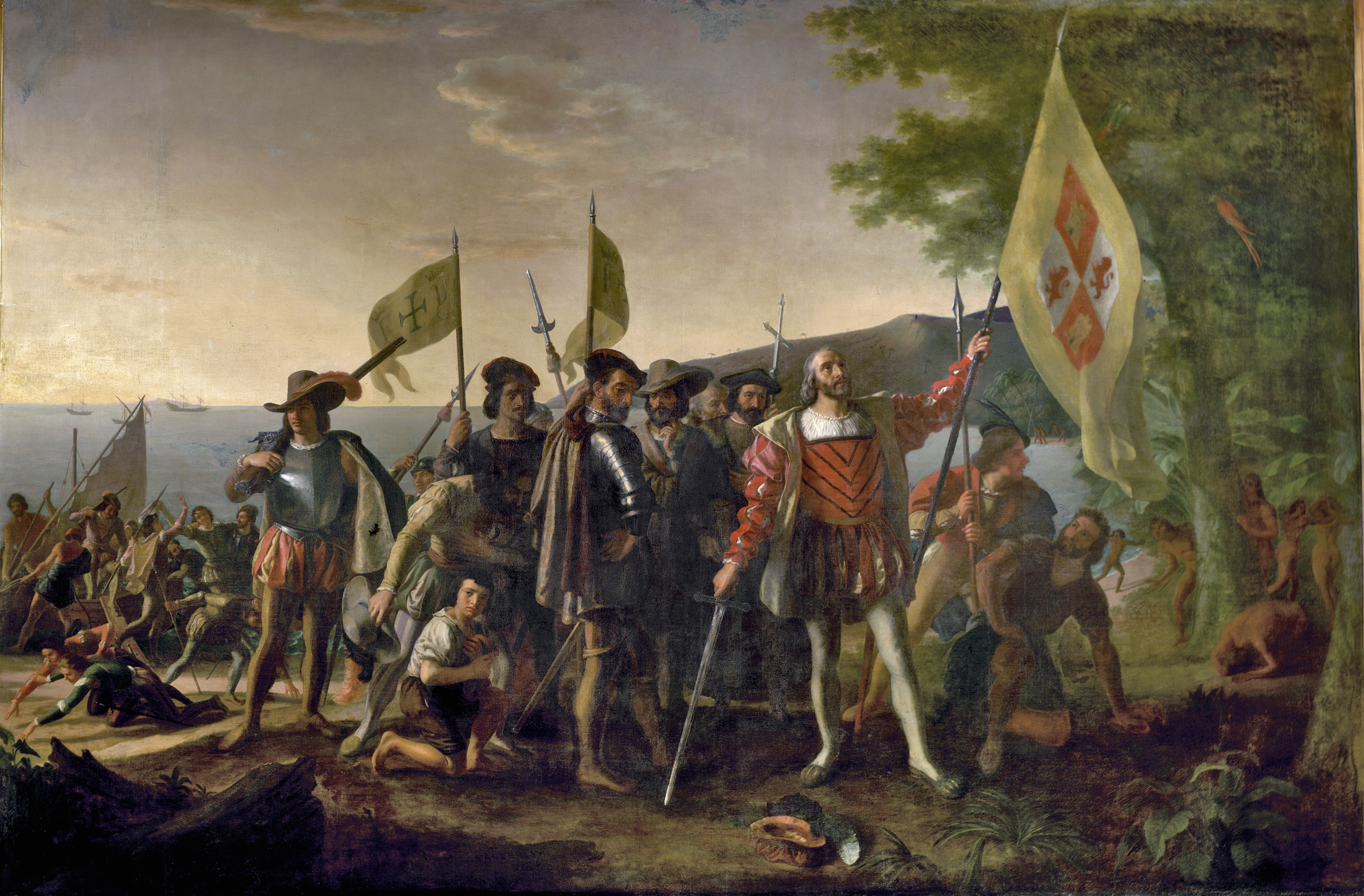
Chegada de Cristóvão Colombo

Portugal estabeleceu uma rota para a China no início do século XVI, enviando navios pela costa sul da África e fundando vários enclaves costeiros ao longo da rota. Após a descoberta em 1492 pelos espanhóis do Novo Mundo com a primeira viagem do explorador italiano Cristóvão Colombo e a primeira circunavegação do mundo por Fernão de Magalhães e Juan Sebastián Elcano em 1521, expedições lideradas por conquistadores no século XVI estabeleceram rotas comerciais que ligavam a Europa com todas essas áreas.
A Era da Exploração foi marcada em 1519, logo após a descoberta das Américas pela Europa, quando Fernando Cortés inicia sua expedição no Império Asteca. À medida que os espanhóis, motivados pelo ouro e pela fama, estabeleceram relações e guerra com os astecas, a lenta progressão da conquista, construção de cidades e domínio cultural sobre os nativos trouxe mais tropas espanholas e apoio ao México moderno. À medida que as rotas comerciais sobre os mares foram estabelecidas pelas obras de Colombo, Magalhães e Elcano, o sistema de apoio terrestre foi estabelecido como as trilhas da conquista de Cortés até a capital.
As infecções humanas ganharam pela primeira vez vetores de transmissão em todo o mundo: da África e Eurásia às Américas e vice-versa. A propagação de doenças do velho mundo, incluindo varíola, gripe e tifo, levou à morte de muitos habitantes indígenas do Novo Mundo.
No século XVI, talvez 240 000 espanhóis entraram nos portos americanos. No final do século XVI, as importações de ouro e prata da América representavam um quinto do orçamento total da Espanha.

## Lista de alguns conquistadores e exploradores famosos
- Diego de Almagro (Peru, 1524-1535, Chile, 1535-1537)
- Pedro de Alvarado (México, 1519-1521, Guatemala 1523 -1527, Peru, 1533-1535, México, 1540-1541)
- Lucas Vásquez de Ayllón (costa leste dos Estados Unidos, 1524-1527)
- Vasco Núñez de Balboa (Panamá, 1510-1519)
- Sebastián de Belalcázar (Equador e Colômbia, 1533-1536)
- Álvar Núñez Cabeza de Vaca (sudoeste dos Estados Unidos, 1527-1536, América do Sul, 1540-1542)
- Francisco Hernandes de Córdoba, descobridor do Jucatão, 1517). Ver Conquista do Iucatã
- Francisco Vásquez de Coronado (sudoeste dos Estados Unidos, 1540-1542)
- Hernán Cortés (México, 1518-1522, Honduras, 1524, Baixa Califórnia, 1532-1536)
- Nikolaus Federmann (Venezuela e Colômbia, 1537-1539).
- Juan de Grijalva (Jucatão, 1518)
- Gonzalo Jiménez de Quesada (Colômbia, 1536-1537, Venezuela, 1569-1572)
- Francisco de Montejo (Jucatão, 1527-1546)
- Pánfilo de Narváez (Flórida, 1527-1528)
- Diego de Nicuesa (Panamá, 1506-1511)
- Cristóbal de Olid (Honduras, 1523-1524)
- Francisco de Orellana (Rio Amazonas, 1541-1543)
- Francisco Pizarro (Peru, 1509-1535)
- Gonzalo Pizarro (Peru, 1540-1542)
- Juan Ponce de León (Porto Rico, 1508, Flórida, 1513 e 1521)
- Hernando de Soto (sudeste dos Estados Unidos, 1539-1542)
- Inés Suárez (Chile, 1541)
- Miguel López de Legazpi (Filipinas, 1565-1571)
- Martin de Goiti (Manila, Filipinas, 1570-1571)
- Juan de Salcedo (Norte das Filipinas, 1570-1576)
- Martín de Urzúa y Arizmendi (El Petén, 1696-1697)
- Pedro de Valdivia (Chile, 1540-1552)
- Diego Velázquez de Cuéllar (Cuba, 1511-1519)